# Estadio Zorros del Desierto
El Estadio Municipal Zorros del Desierto, antes llamado como Estadio Municipal de Calama, es un recinto deportivo ubicado en la ciudad de Calama, Chile. Es ocupado por Cobreloa, equipo de la Primera B de Chile y desde 2022 es una de las sedes de la Selección Chilena de Fútbol. Tiene una capacidad de 12 102 espectadores y está habilitado para albergar partidos clase A. El estadio está situado a una altitud de 2274 m s. n. m.

## Historia
El Estadio Municipal de Calama se construyó en 1952 sobre un terreno perteneciente a la familia Abaroa. De precaria arquitectura, ya que estaba destinado a ser un reducto para la realización de partidos de fútbol amateur, sus instalaciones han sufrido una serie de críticas (en especial sus tribunas), por lo cual en los últimos años, tanto dirigentes como municipio empezaron a generar intentos más serios para dotar a la ciudad de un recinto deportivo más moderno y confortable, lo que tuvo sus frutos recién en 2012 cuando se anunció la construcción del nuevo recinto de avenida Matta.
El 7 de enero de 1977 se fundó el Club de Deportes Cobreloa, motivo por el cual el Estadio Municipal de Calama entró a remodelaciones para albergar al fútbol de alta competición (incluso tuvo que jugar su primer partido como local en Antofagasta, por la Copa Chile 1977). Este estadio, debido a la dificultad de jugar en él por el clima, se le ha denominado en el resto de Sudamérica como "El Infierno".
El escenario ha albergado encuentros de Copa Libertadores de América, Copa Sudamericana, y Copa Conmebol en diversas oportunidades. 
Cobreloa se ha dado el gusto de dar la vuelta olímpica en su estadio en 6 oportunidades: 1980 (fecha regular contra Lota Schwager); 1982 (fecha regular contra Deportes La Serena); 1988 (fecha regular contra Colo Colo); 1992 (fecha regular contra Fernández Vial); 2003 Apertura (final frente a Colo Colo) y 2004 Clausura (final contra Unión Española). El resto de las vueltas las realizó en el Carlos Dittborn de Arica (1985 contra Deportes Arica, fecha regular) y en el Monumental de Santiago (2003 Clausura final contra Colo Colo).  
Por diversas razones, el conjunto minero ha jugado un par de partidos como local en otros estadios: Anaconda de Chuquicamata, Regional Calvo y Bascuñán de Antofagasta, Estadio Parque Juan López de Antofagasta, Estadio El Cobre de El Salvador, Estadio Tierra de Campeones de Iquique  y Nacional de Santiago.
En 2011, tras la muerte de Luis Becerra, utilero de Cobreloa desde 1981, el presidente de la institución Javier Maureira señaló que desde aquel momento la galería sur del estadio se pasaría a llamar «Galería Luis “Menta” Becerra», en honor a tan destacado funcionario del club.
El estadio se comenzó a remodelar en marzo de 2013, bajo el plan «Chilestadios» cumpliendo con estándares FIFA, incluyendo butacas en todos sus sectores y una capacidad de 12 102 espectadores. Además se contemplan 753 m2 de baños públicos, 634 m2 de casetas de snacks, 90 m2 de salas de conferencias y un museo de Cobreloa, por lo que se convierte en el segundo estadio chileno en tener un museo de fútbol.[cita requerida]
A semanas de la reinauguración del nuevo estadio municipal, entre los días 17 y 19 de octubre de 2014 se realizó una consulta pública para determinar el nuevo nombre del recinto, entre un abanico de nombres el ganador con 1088 votos fue «Zorros del Desierto» alusivo a la especie Lycalopex culpaeus (zorro culpeo) que habita en la zona, nombre propuesto por Yery Luza Pizarro, profesional ecólogo de Calama. El nombre también hace alusión al apodo del club local Cobreloa, a sus hinchas y jugadores a nivel nacional e internacional. Al recinto deportivo se bautizarán sus tribunas con las siguientes mayorías escogidas en la consulta, de este modo llamaran Pacífico «Fernando Cornejo Jiménez» y Galería Sur «Corazón de Minero» ambas en honor al fallecido exjugador y capitán de Cobreloa, mientras que Tribuna Andes se bautizara como «Héroes de Topater», en honor a los combatientes en la Batalla de Topater, ocurrida durante la Guerra del Pacífico, y Galería Norte «Río Loa» en honor al caudal más largo de Chile.
Fue reinaugurado el 18 de abril de 2015, en el partido entre Cobreloa y Deportes Antofagasta, partido válido por la fecha 15 del Torneo de Clausura de Chile, donde el cuadro local venció por 3-1.
El 27 de enero de 2022 albergó por primera vez un partido internacional oficial, ya que fue sede del enfrentamiento entre las selecciones de Chile y Argentina válido por la fecha 15 de las Clasificatorias Mundialistas. Dicho encuentro fue el primero de La Roja por los puntos fuera de la capital Santiago. El local cayó frente a la "Albiceleste" por 1-2.

## Otros equipos
Otros equipos que han sido locales en el Municipal de Calama fueron primero Deportes Antofagasta en el Torneo de Clausura 2007 el 3 de octubre venció a Huachipato por 3-1 jugando como local en el Estadio Municipal de Calama debido a falta de luz en Antofagasta.
También Cobresal que debido al paro realizado en 2008 por Codelco división El Salvador donde aislaron el campamento, el 3 de mayo de ese año Cobresal debió recibir a Colo Colo en Calama, con resultado favorable para los de la tercera región por 3-2.
Deportes Iquique debido a la remodelación de su Estadio Tierra de Campeones y debido a que el Estadio Cavancha (estadio para 5000 espectadores) no tenía la capacidad que requiere la Conmebol, jugó la fase de grupos de la Copa Libertadores 2017 con derrota frente a Guaraní, y triunfos ante Gremio y Zamora. También por Copa Sudamericana recibió a Independiente de Avellaneda con derrota por 1-2. En 2018, también recibió partidos de alta convocatoria en el recinto calameño por el Campeonato Scotiabank 2018, con derrotas frente a Universidad de Chile y Universidad Católica por 1-2 y 0-1 respectivamente, y triunfo frente a Colo Colo por 2 a 1.

## Selección chilena de fútbol
La Selección Nacional de Chile también ha jugado como local en el estadio Municipal, la primera vez que La Roja jugó en el estadio de Calama fue el 17 de febrero de 1985, frente al Vejle Boldklub de Dinamarca con triunfo para Chile por 5 a 0. 

| 17 de febrero de 1985 | Chile | 5:0 | Vejle Boldklub | Estadio Municipal, Calama       |  |
|                       |       |     |                | Asistencia: 20.000 espectadores |  |

Tiempo después en mayo de 2010, Calama recibió en su estadio a la Roja, en un amistoso de preparación para el Mundial de Sudáfrica 2010 frente a la selección de Zambia.
| 26 de mayo de 2010 | Chile                                 | 3:0 (0:0) | Zambia | Estadio Municipal, Calama                                  |                                                            |
|                    | A. Sánchez 51', 83' · J. Valdivia 84' | Reporte   |        | Asistencia: 20.000 espectadores Árbitro(s): Gabriel Favale | Asistencia: 20.000 espectadores Árbitro(s): Gabriel Favale |

En diciembre de 2021 se confirma que el Estadio Zorros del Desierto será sede de la clasificación a Catar 2022. Específicamente fue para medirse frente a Argentina. Este es el primer encuentro oficial en la historia de la Selección Chilena fuera de la capital Santiago.
| 27 de enero de 2022, 21:15 (UTC-3) | Chile        | 1:2 (1:2) | Argentina                     | Estadio Zorros del Desierto, Calama                                           |                                                                               |
|                                    | Brereton 20' | Reporte   | Di María 9' · L. Martínez 34' | Asistencia: 8.800 espectadores Árbitro(s): Anderson Daronco VAR: Rafael Traci | Asistencia: 8.800 espectadores Árbitro(s): Anderson Daronco VAR: Rafael Traci |